# Deutsches Meisterschaftsrudern 1972
Das 83. Deutsche Meisterschaftsrudern wurde 1972 in Duisburg ausgetragen. Wie bereits im Vorjahr wurden insgesamt Medaillen in 17 Bootsklassen vergeben. Davon 12 bei den Männern und 5 bei den Frauen
Es waren keine Renngemeinschaften, sondern nur Vereinsmannschaften startberechtigt.

## Medaillengewinner

### Männer
| Bootsklasse                           | Gold | Silber | Bronze |
| ------------------------------------- | --- | --- | --- |
| Einer                                 | Wolfgang Glock (Karlsruher RK Alemannia) | Udo Hild (Binger RG 1911) | Jochen Meißner (Mannheimer RV Amicitia) |
| Doppelzweier                          | Lübecker RG von 1885 Ingolf Schulze Heinz-Georg Scheel | WSV Godesberg Arthur Heyne Helmut Wolber | Binger RG 1911 Gerhard Welker Udo Hild |
| Zweier ohne Steuermann                | Ludwigshafener RV von 1878 Alois Bierl Winfried Ringwald | RG Marktheidenfeld Hartmut Wachs Bernhard Gruss | ARV Westfalen Münster Peter van Roye Peter Funnekötter |
| Zweier mit Steuermann                 | Deutscher Ruder-Club von 1884 Heinz Mußmann Wolfgang Hottenrott Heinz Farin (Stm.)                                                                                      | RC Saar Jörg Ammon Volker Nolte Wolfgang Würfel | Keine weiteren Boote in der Wertung. |
| Vierer ohne Steuermann                | RC Hansa von 1898 Reinhard Wendemuth Bernd Truschinski Günter Petersmann Frithjof Henckel                                                                               | ETuF Essen Egbert Lechtenböhmer Holger Simon Jochen Lechtenböhmer Joachim Ehrig                                                                           | Wormser RC Blau-Weiß von 1883 Günther Konrad, Klaus-Dieter Maier Gerhard Haußmann Walter Jahn |
| Vierer mit Steuermann                 | RC Hansa von 1898 Bernd Truschinski Günter Petersmann Frithjof Henckel Reinhard Wendemuth Günter Wohlgemuth (Stm.)                                                      | Potsdamer RC Germania Klaus Roloff Ralph Kubail Wolfgang Henkel Axel Göritz Horst Oberländer (Stm.)                                                       | RK am Baldeneysee Rainer Heyer Ingo Scholz, Wilfried Gröbe Carlheinz Hoffmann Hartmut Wenzel (Stm.)                                                                                                |
| Achter                                | RC Hansa von 1898 Werner Hütz Wolfgang Müller Rainer Schmiedner Walter Kugland Einar Trautmann Friedel Schlecht Peter Klein Franz Plitzner Günter Wohlgemuth (Stm.)     | RK am Baldeneysee Rainer Heyer Ingo Scholz Udo Holland-Letz Bernd Gördes Ulrich Zingel Klaus Jäger Wilfried Göbe Carlheinz Hoffmann Hartmut Wenzel (Stm.) | RuGem. Frankfurt Peter Schwind Manfred Höbel Thomas Wolfart Norbert Schneider Uwe Holl Ulli Sens Horst Mayerle Helmut Urban Stefan Wienheim (Stm.)                                                 |
| Leichtgewichts-Einer                  | Harald Groenewold (RC Hansa von 1898) | Hermann Eller (Deggendorfer RV 1876) | Wolfgang Fritsch (Stuttgart-Cannstatter RC von 1910) |
| Leichtgewichts-Doppelzweier           | RC Rhenania Koblenz Hans-Joachim Gramkow Friedhelm Schäfer | Heidelberger RK 1872 Volker Hinz Peter Hinz | RV Münster Knut Wenning Rudolf Wegmann |
| Leichtgewichts-Vierer ohne Steuermann | RG Wiesbaden-Biebrich 1888 Jochen Fleisch Björn Schliebs Udo Braun Horst Schliebs                                                                                       | Tübinger RV Fidelia Rainer Heusel Wilhelm Dieter Heiko Pörtner Klaus Hagdorn                                                                              | ARV Alania Hamburg Heino Ramm Rainer Schmidt Klaus Steffen Bernd Hänyes |
| Leichtgewichts-Vierer mit Steuermann  | Mannheimer RC von 1875 Uwe Barwig Julius Nick Dieter Schwan Wolfgang Grabler Hans-Jürgen Kühnle (Stm.)                                                                  | RK Kurhessen Kassel Eberhard von Forstner Gerhard Hesse Walter Dingel Heinrich Schulze Klaus Schmidt (Stm.)                                               | Berliner RC Wolfgang Henze Rainhard Kunde Lothar Müller Helmut Henze Uwe Graf (Stm.) |
| Leichtgewichts-Achter                 | RTK Germania Köln Norbert Laurich Dieter Kleinmann Karl Beyer Wolfgang Hofrichter Rüdiger Münchenhagen Karl Heinsberg Hans-Joachim Sturm Peter Lange Helmut Latz (Stm.) | RC Tegel 1886 Bernd Nehmer Andreas Rieger Manfred Hanisch Thomas Kuhn Lutz Neubert Jörg Heibeck Bernhard Lähn Günter Seeliger Norbert Schmidt (Stm.)      | RK am Baldeneysee Hubertus Schmidt Jürgen Schmitz Stephan von Petersdorff-Campen Manfred Laeseberg Heinz-Günter Horstmann Peter Riethmüller Lothar Marquardt Frank Hohendahl Jörg Hohendahl (Stm.) |

### Frauen
| Bootsklasse                 | Gold | Silber | Bronze                                           |
| --------------------------- | --- | --- | ------------------------------------------------ |
| Einer                       | Karola Brandt (Frauen-RC Wannsee)                                                                                  | Edith Baumann (Passauer RV von 1874)                                                                               | Astrid Hohl (RC Rhenania Koblenz)                |
| Doppelzweier                | Limburger RV 1895 Gabi Druck Steffi Schinhärl                                                                      | Heilbronner RG Schwaben Brigitte Schäfer Claudia Schrof                                                            | ETuF Essen Helga Flintsch Barbara Kuhlmey-Becker |
| Zweier ohne Steuerfrau      | RG Germania Kiel Bärbel Arndt Ilse Lebert                                                                          | ETuF Essen Helga Flintsch Barbara Kuhlmey-Becker                                                                   | Keine weiteren Boote angetreten.                 |
| Doppelvierer mit Steuerfrau | Hamburger RC von 1925 Kerstin Schwonberg Frauke Thomsen Karin Gondolatsch Doris Leifermann Sabine Grönwoldt (Stf.) | RG Germania Kiel Heike Roggenbrodt-Witt Uta Richter Bärbel Arndt Ilse Lebert Erika Rehberg (Stf.)                  | Keine weiteren Boote angetreten.                 |
| Vierer mit Steuerfrau       | RG Germania Kiel Heike Roggenbrodt-Witt Uta Richter Bärbel Arndt Ilse Lebert Erika Rehberg (Stf.)                  | Hamburger RC von 1925 Kerstin Schwonberg Frauke Thomsen Karin Gondolatsch Doris Leifermann Sabine Grönwoldt (Stf.) | Keine weiteren Boote angetreten.                 |